# Guadalcanal Diary (gruppo musicale)
I Guadalcanal Diary sono un gruppo musicale statunitense di genere jangle pop originario di Marietta in Georgia, sobborgo di Atlanta. Appartenenti alla stessa scena di R.E.M. e Let's Active il loro stile musicale si fonda su melodie unite a ritmi aggressivi
Il gruppo si è formato nel 1981 e sciolto nel 1989. Nel 1997 si è riformato ed rimasto unito per tre anni senza però pubblicare nuovo materiale. Nel 2011 si è riformato.

## Formazione
- Murray Attaway
- Jeff Walls
- Rhett Crowe
- John Poe

## Discografia

### Album
- 1984: Walking in the Shadow of the Big Man (Elektra Records)
- 1986: Jamboree (Elektra)
- 1987: 2X4 (Elektra)
- 1989: Flip-Flop (Elektra)
- 1999: Live at Your Birthday Party (Live-Album)

### EP
- 1983: Watusi Rodeo (Entertainment On Disk Records)

### Singoli
- 1985: Trail Of Tears
- 1985: Watusi Rodeo
- 1986: Spirit Train / Cattle Prod
- 1987: Litany
- 1987: Get Over It
- 1987: Lips of Steel
- 1989: Always Saturday / Kiss Of Fire
- 1989: Pretty Is As Pretty Does